# 国勢調査細分区グループ
国勢調査細分区グループ(こくせいちょうささいぶんく-、英: census block group) は、アメリカ合衆国国勢調査局が用いる、国勢調査細分区と国勢統計区の中間にあたる地理的単位。国勢調査局が、標本調査（一部の標本世帯のデータだけを集める調査）を行って統計を作成する、最も小さな地理的単位である。
個々の国勢調査細分区グループには、通常1桁の番号が付与されており、そのグループに属する個々の国勢調査細分区に与えられる通常4桁の番号の先頭1桁はグループの番号となっている。例えば、国勢調査細分区グループ番号が2であれば、そのグループに属する国勢調査細分区には2000から2999のいずれかの番号が付与されることになる。
プエルトリコを含むアメリカ合衆国全域に設定されている国勢調査細分区グループは、合わせて 211,267あり、ひとつの国勢調査細分区グループには、平均して39の国勢調査細分区が含まれている。

## 公開情報
- 一部の統計は、国勢調査局が提供している無料GISソフトウェア「LandView 6」を用いたサービスで得ることができる[2]。